# Paranoia
Paranoia (Grieks: para, naast; nous, verstand), achtervolgingswaan(zin) of het syndroom van Kraepelin is een overmatige achterdocht.
In pathologische vorm is paranoia het gevoel in de gaten gehouden, achtervolgd of bedreigd te worden, zonder dat zoiets daadwerkelijk het geval is. Paranoïde mensen verkeren bijvoorbeeld in de waan dat zij worden gevolgd, dat mensen 's nachts in hun huis inbreken en rondlopen, dat er giftige gassen in hun huis worden gepompt door kwaadwillende buren of dat de politie voor de deur de wacht houdt. Ze hebben over het algemeen geen ziektebesef of ziekte-inzicht. Hierdoor zien ze zelf in de regel geen heil in behandeling, zelfs als ze voor hun omgeving evident geestesziek zijn.
In de psychiatrie werd de term paranoia voor het eerst gebruikt door de Duitse psychiater Emil Kraepelin. Hij bedoelde hiermee een psychische aandoening waarvan een waan het enige of belangrijkste kenmerk is. Deze visie is nu grotendeels achterhaald en de term wordt nu in het algemeen gebruikt om een zelfgerichte waan aan te geven of in engere zin een achtervolgingswaan. Het woord heeft in de loop der tijd verschillende betekenissen gehad en ook nu nog bestaan er in de psychiatrie verschillende visies op het verschijnsel.
Een klassiek geval van paranoia in de geschiedenis van de psychiatrie is het geval Daniel Paul Schreber (1842-1911), een Duitse rechter die na zijn ontslag uit het krankzinnigengesticht, waarin hij was opgenomen, eerst zelf een autobiografisch werk schreef over zijn aandoening om er daarna toch weer in terug te vallen. Over dit geval is ook gepubliceerd door Sigmund Freud.
Paranoia is vaak (al dan niet in lichtere vorm) een onderdeel van psychotische aandoeningen, met name schizofrenie of een waanstoornis, maar kan ook voorkomen bij niet-psychotische aandoeningen, zoals de paranoïde persoonlijkheidsstoornis.
De aandoening kan ook het gevolg zijn van somatische of neurologische aandoeningen, bijvoorbeeld de ziekte van Alzheimer.